# Ipomoea virgata
Ipomoea virgata är en vindeväxtart som beskrevs av Carl Daniel Friedrich Meisner. Ipomoea virgata ingår i släktet praktvindor, och familjen vindeväxter. Inga underarter finns listade i Catalogue of Life.